# アルザシア (小惑星)
アルザシア (971 Alsatia) は小惑星帯に位置する小惑星である。ニースのニース天文台でアレクサンドル・ショーマスによって発見された。
フランスのアルザス地方にちなんで命名された。発見者は当初アルザス (Alsace) という名前をつけたが、後にドイツ天文計算局がアルザシア (Alsatia) と変更した。